# بوبي لويز هوكينز
بوبي لويز هوكينز (بالإنجليزية: Bobbie Louise Hawkins)‏ هي كاتبة قصص قصيرة وكاتِبة وشاعرة أمريكية، ولدت في 1930، وتوفيت في 4 مايو 2018.